# آثار الإبادة الجماعية على الشباب
تشمل آثار الإبادة الجماعية على الشباب الآثار النفسية والديموغرافية التي تؤثر على الانتقال إلى مرحلة البلوغ. يمكن رؤية هذه الآثار أيضًا لدى الأجيال التالية من الشباب.
تشمل الآثار الديموغرافية نقل الأطفال في أثناء عمليات الإبادة الجماعية. وفي حالات النقل، ينقل الأطفال أو يشردون من منازلهم إلى مدارس داخلية أو أسر متبنية أو إلى بلدان جديدة مع أسرهم أو دونها. وهناك تحولات كبيرة في عدد السكان للبلدان التي تشهد عمليات الإبادة هذه. غالبًا ما يجرد الأطفال من هويتهم الثقافية ويدمجون في الثقافة التي وضعوا فيها.
تؤثر الصدمات التي لم تحل نتيجة للإبادة الجماعية على الأجيال التالية من الشباب. تساعد التأثيرات تلك التي تحدث بين الأجيال في تفسير خلفية هذه الأنسال وتحليل كيفية تأثير هذه التجارب على تجسيد مستقبلهم. تشمل هذه التأثيرات الجو الذي نشأ فيه أفراد الأسرة والضغوط الرامية إلى إحراز النجاح أو العمل بطرق محددة، وكذلك نظرتهم إلى هذه التأثيرات وإلى العالم الذي يعيشون فيه.
يشكّل تمرير الروايات والقصص تصورات الحاضر عن الماضي. فالروايات هي التي تشكل أفكار الأجيال التالية عن الأشخاص الذين وقعوا ضحية للإبادة الجماعية أو نفذوا تلك الإبادة. بينما يعالج شباب الأجيال التالية القصص التي يسمعونها، يكوّنون تصورهم الخاص عنها ويبدؤون في التعرف على جزء محدد من القصة. يبدأ شباب الأجيال التالية في تشكيل هوياتهم من خلال الروايات التي يسمعونها ويبدؤون بالتعلق بها، ويرون كيف تؤثر عليهم الإبادة الجماعية. ومع تناقل القصص، يبدأ الأطفال أيضًا في استيعاب ما مر به آباؤهم وأجدادهم. ويستخدمون قص الروايات لتفسير الأسباب التي تجعل آباءهم يتحدثون عن الأمر بطريقة ما أو لا يتحدثون عنه بكل تفاصيله.
للآثار النفسية للإبادة الجماعية صلة قوية بالشباب، فالشبان الذين يعانون من صدمة بالغة في سن مبكرة غالبًا ما يكونون غير قادرين على استيعاب الحدث الذي حصل استيعابًا كاملًا. ومع انتقال أطفال هذا الجيل من الطفولة إلى سن البلوغ، فإنهم يميزون الحدث ويدركون الآثار النفسية المترتبة على الإبادة الجماعية. ومن المعتاد أن يعاني هؤلاء الناجون الشباب أعراض اضطراب ما بعد الصدمة (PTSD)، فضلاً عن الاضطرابات النفسية الأخرى.
يشكّل الانتقال من الطفولة إلى سن البلوغ علامة تطور فارقة في حياة كل الناس. فلدى الشبان الذين سبق وانتقلوا إلى سن البلوغ في أثناء الإبادة الجماعية تجربة مختلفة عن أولئك الذين لم ينتقلوا إلى سن البلوغ في أثنائها. فقد استطاع بعض الشباب الانتقال في وقت سابق إلى البلوغ كوسيلة للبقاء على قيد الحياة، ولكن بقي هناك آخرون عاجزون عن الانتقال بالكامل، والبقاء في حالة طفولية طويلة الأمد.

## الأمريكيون الأصليون في الولايات المتحدة
خضع الأمريكيون الأصليون في الولايات المتحدة لحملات عسكرية وحملات للاستيلاء على الأراضي من قبل سياسات الحكومة الأمريكية. وقد قلت الأمراض بنسبة 95% لدى سكان الهند الأمريكيين بين عامي 1492 و1900، وهو أسوأ انهيار ديموغرافي في تاريخ البشرية. كما كانت هناك صراعات عنيفة متكررة بين الهنود والمستوطنين. ولم يجرِ حسم المناقشات العلمية بشأن عَدّ الصراعات في أثناء التوسع العسكري الأمريكي إبادة أم لا. وقد وُصفت صراعات محددة مثل مذبحة سان كريك وحروب وادي كاليفورنيا عام 1851م، ومذابح شوشوني في ستينيات القرن التاسع العشر في ولاية ايداهو بكونها إبادة عرقية أو إبادة جماعية. وتضمنت الإبادة الجماعية الثقافية النية في تدمير الأنظمة الثقافية مثل ما حدث بملكية الأراضي الجماعية ومنع الأطفال من تعلم الثقافة المحلية.
وقد كان الشباب والأطفال مدرجين ضمن صفوف المقاتلين السلميين الذين قتلتهم القوات العسكرية، أو قوات الأمن الأهلية، أو الأمراض في أثناء الاستعمار الأمريكي. وقد وُثقت حالات اغتصابٍ للفتيات والأطفال الذين قُطّعوا بعد اغتصابهم إلى أجزاء في ولايات أريزونا وأوهايو ووايومنغ في أواخر القرن الثامن عشر وبداية القرن التاسع عشر. وقد جرى أسر الأطفال بعد معارك بين البيض والأمريكيين الأصليين.

### الشباب والمدارس الداخلية
يُعد الشباب هدفًا رئيسًا للعديد من مشاريع الدولة. ومن سنة 1824م حتى سبعينيات القرن العشرين، كانت الحكومة الفيدرالية للولايات المتحدة تدير نحو 100 مدرسة داخلية. وقد تطوعت بعض أسر الأمريكيين الأصليين وأجبر بعضها الآخر على إرسال أطفالها إلى المدارس الداخلية الهندية. وقد ادعت هذه العائلات أن الدولة كانت تنوي منع الشباب من تعلم ثقافة السكان الأصليين: وصف أحد مؤسسي المدارس الداخلية نهج تلك المدارس بـ «القضاء على الهنود من أجل إنقاذ البشر». وقد تعرض الأطفال في هذه المناطق إلى اعتداءات جسدية وجنسية وعاطفية. ومع ذلك، يوثق التاريخ الشفوي أنه كان لدى الشباب أيضًا تجارب جيدة من الصداقات والمهارات المكتسبة والأحداث الرياضية. وبوصفهم بالغين، كان آباؤهم يحاولون فيما بعد من إعادة تنشئتهم عندما يعودون إلى السياقات الثقافية الهندية.

### الآثار المشتركة بين الأجيال
قارن العالمان النفسيان بريف هارت ودي بروين، اللذان يعالجان الشباب الهنود من الأصول الأمريكية، بين الصدمات النفسية التي تسببها المذابح وتقسيم الأراضي وتلك الناتجة عن المدارس الداخلية التي عاناها أحفاد الناجين من محرقة الهولوكوست (محرقة اليهود). ويسعى البالغون الذين جربوا المدارس الداخلية كأطفال إلى الحصول على العلاج اللازم حتى يتمكنوا من الارتباط بأطفالهم على النحو الملائم. فقد أنشأت الجماعات الهندية الأمريكية عمليات علاج مثل شبكة تاكيني: رابطة الناجين من محرقة اليهود في لاكوتا لمعالجة الشباب والبالغين من خلال الكفاءة الثقافية والمشاركة في الاحتفالات التقليدية وإدارة الحزن.

## الإبادة الأرمنية، تركيا
بدأت الإبادة الأرمنية سنة 1915 حينما قررت الحكومة التركية القضاء على الأرمن الذين يعيشون في الإمبراطورية العثمانية. فقد قتل نحو مليوني أرمني وهجرت أعداد أخرى كثيرة من البلاد بالقوة. لكن الحكومة التركية لا تعترف بالإبادة الأرمنية على أنها إبادة جماعية. 

### الآثار الديموغرافية
يمثل عدد الأطفال الذين شردوا داخليًا في الإمبراطورية العثمانية أكبر تحول ديموغرافي. وقد نُقل ما لا يقل عن 000 60 شاب إلى مواقع مختلفة عديدة خلال الإبادة الأرمنية. وأُخذ الأطفال من منازلهم ونقلوا إلى معسكرات ذات إمدادات سيئة وجرى بيعهم. وقد باعت السلطات العثمانية بعض الأطفال للأسر الغنية في وسط الأناضول للاندماج في الثقافة التركية. وباعت أطفالًا آخرين للقرويين الإسلاميين الذين سيتلقون راتبًا شهريًا مقابل تربيتهم. وفي هذه الحالات، يعيش الأطفال المشردون حياة ذات رفاهية أكبر مما كانوا يعيشونها مع آبائهم الأرمنيين. لم يذهب جميع الأطفال إلى هذه الطبقات من المنازل. فقد جرى بيع بعض الشباب من أجل الاستغلال والعمل الشاق غير المأجور. وأوفد شباب آخرون إلى بيوت تعرضوا فيها للاعتداءات البدنية والجنسية. وقد وضع بعض الشباب الأرمني في بيوت الذين كان آباؤهم مسؤولين عن مقتل والديهم. وبغض النظر عن نوع المنازل الذي أوفدوا إليها، فقد انطوى نقل الأطفال على تجريد هويتهم الثقافية. وقد جرى محو ثقافتهم الأرمنية من خلال جمعهم مع أسر غير أرمنية؛ وقد كانت الحكومة التركية تنفذ حملات إبادة للثقافة الأرمينية.